# Mostarda

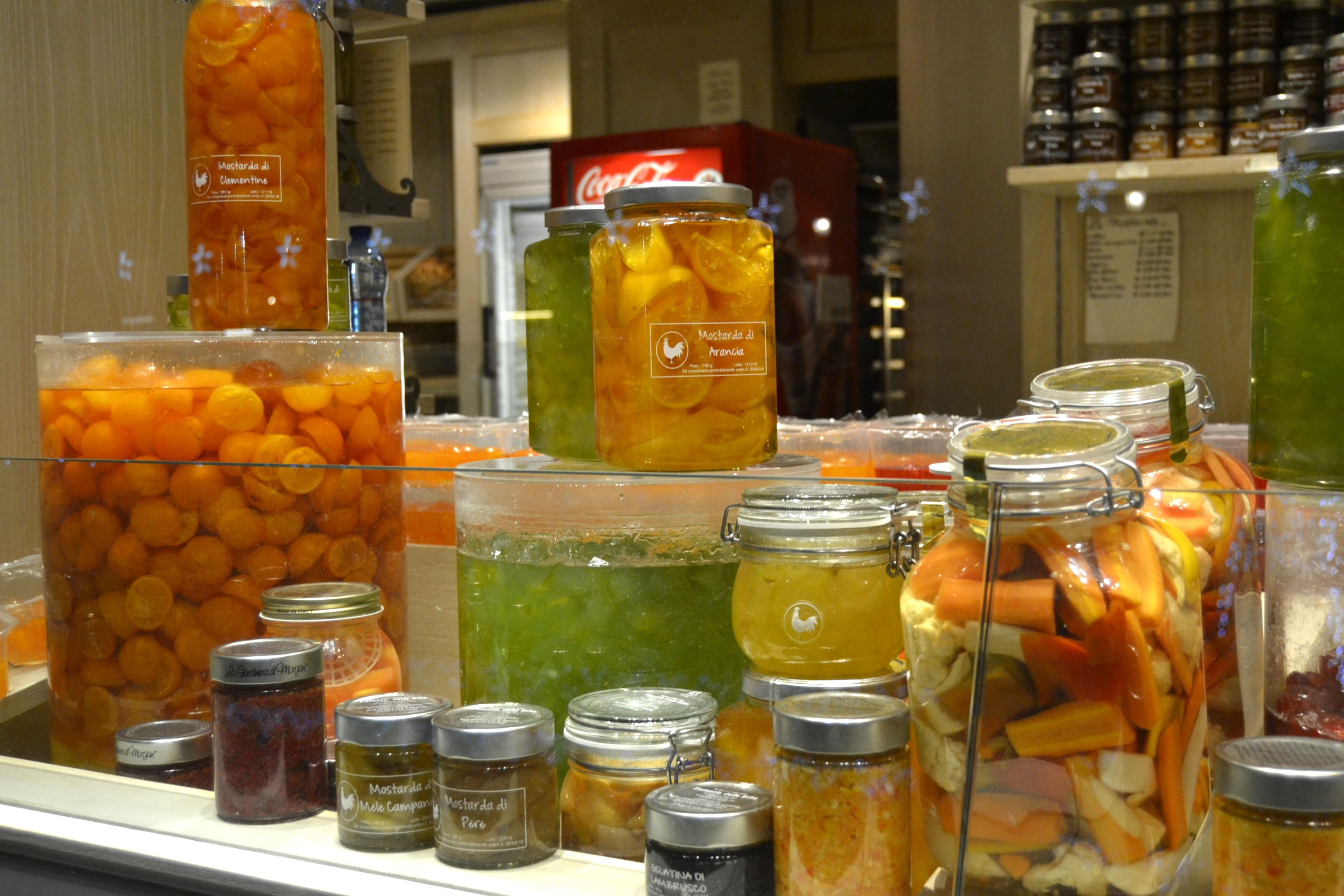
Mostarda mantovana.

La mostarda es un plato italiano hecho con fruta, azúcar y esencia de mostaza, por lo general muy picante. Desde la aparición de determinadas variedades, como la popular y apreciada mostarda de Cremona, se confunde a menudo con dulces de grandes dimensiones, pero sigue siendo una receta con sabor muy fuerte que combina con platos salados. La cantidad de gotas de mostaza suele oscilar entre diez y veinte gotas por kilogramo de mostarda, según la intensidad de sabor que se desee.
Su nombre es fuente de muchos malentendidos a causa de su referencia al francés moutarde, que alude tanto a la mostaza como al condimento que se elabora de ella, incluyendo la famosa mostaza de Dijon (moutarde de Dijon), a base de vinagre, sal y semillas de mostaza. Los dos productos, y la etimología del nombre, solo tienen en común el uso de la misma planta.

## Historia
El término mustum ardens aparece por primera vez en un texto francés de 1288, en alusión al mosto de vino hecho ardiente, es decir, picante, con la adición de harina de granos de mostaza, para conservar de este modo un producto tan fácilmente perecedero como la fruta. La difusión de este alimento en la Italia septentrional ocurrió hacia el siglo XVII, vinculando las evidencias su consumo a la época navideña. La extensión se dio en diferentes ciudades de la llanura padana: Vicenza, Mantua y especialmente Cremona, arraigando en algunas recetas tradicionales.
Algunas citas literarias confirman también la antigüedad de la tradición de la mostarda. Por ejemplo, en La secchia rapita de Tassoni (1621), entre los regalos dados a un legado papal (XII, 38) se citan due cupelle / di mostarda di Carpi isquisitissime. Y un siglo antes, en 1522, Berni alude a la mostarda en sus graciosas cartas.

## Tipos
Los tipos fundamentales de mostarda italiana son:
- mostarda vicentina, a base de pulpa de membrillo, que se obtiene por cocción de la carne de la fruta con azúcar al 50% en peso. Una vez enfriada la mermelada resultante, se añade el aceite esencial de mostaza. También puede hacerse con pera.
- mostarda cremonese, la más popular y extendida. Es una mezcla de fruta confitada y almíbar con un contenido de azúcar del 50–60%, al que se añade el aceite esencial de mostaza. Por lo general se utilizan cerezas, peras, membrillos, mandarinas, higos, albaricoques y melocotones.
- mostarda mantovana, hecha también con membrillo, finalmente también con peras, pero con frutas enteras. Se utiliza como ingrediente de los tortelli di zucca (‘raviolis de calabaza’) en la zona de Mantua fronteriza con Cremona.
- mostarda di Voghera, mezclando fruta confitada y almíbar. La receta ya se había extendido entre los monjes antes de 1397 para conservar la fruta. De hecho, en ese año Gian Galeazzo Visconti escribió una carta al podestà de Voghera alabando la bondad de la misma.
- mostarda piemontese, o cougnà. Se trata de una mermelada a base de mosto de uva (barbera, uva fresa) en el que se pone a cocer membrillo, pera madernassa y avellanas tostadas. Se emplea para acompañar el Robiola y los quesos viejos en general.

Tradicionalmente la mostarda se usa como acompañamiento del cocido, aunque en los últimos tiempos se ha extendido su combinación con quesos, en general curados. Más recientemente se han elaborado también mostardas de verdura: calabaza, pimiento y cebolla confitada y con mostaza añadida.

## Otros platos del mismo nombre
El nombre mostarda se utiliza también para aludir a otras preparaciones regionales:
- La mostarda siciliana: un mosto cocido mezclado con harina de trigo y hierbas aromáticas. Se trata de un dulce.
- La mostarda bolognese: una mermelada agria a base de ciruela, membrillo y fruta variada, relleno típico de raviolis y pinzas.